# خوزه کاراسکو (بازیکن فوتبال، زاده ۱۹۸۸)
خوزه کاراسکو (انگلیسی: José Carrasco؛ زادهٔ ۲۷ ژانویهٔ ۱۹۸۸) بازیکن فوتبال اهل اسپانیا است.
از باشگاه‌هایی که در آن بازی کرده‌است می‌توان به باشگاه فوتبال رئال مورسیا اشاره کرد.